# جامعة غرب إنجلترا
جامعة غرب إنجلترا (بالإنجليزية: University of the West of England)‏ هي جامعة بريطانية تقع في مدينة بريستول. مقرها الرئيسي في مجمع فرينشاي، تبعد الجامعة حوالي 7 كيلومترات إلى الشمال من مركز المدينة يدرس في الجامعة حوالي 30,000 طالب ويعمل بها 3,000 موظف. أنشئت الجامعة عام 1970م عندما كانت تسمى ب كلية بريستول بولتيكنيك، اكتسبت صفة الجامعة سنة 1992 م.
تتكون الجامعة من العديد من الجامعات في بريستول الكبرى. حرم فرينشاي هو أكبر حرم جامعي من حيث عدد الطلاب حيث أن معظم دوراته توجد هناك. يوفر الحرم الجامعي للمدينة دورات في الصناعات الإبداعية والثقافية، ويتكون من استوديوهات باور أشتون، وأرنولفيني، وجزيرة سبايك، ووترشيد. المؤسسة تابعة لمدرسة بريستول أولد فيك المسرحية وتثبت دورات التعليم العالي فيها. يعد حرم فرينشاي وحرم جلينسايد الجامعي موطنًا لمعظم كلية الصحة والعلوم التطبيقية، مع مجموعة أخرى من تمريض البالغين مقرها في حرم جلوستر الجامعي. يوفر الحرم الجامعي هارتبوري التدريب في علوم الحيوان والرياضة والخيول والزراعة والحفظ. في عام 2018، منح إطار التميز التعليمي للجامعة الميدالية الذهبية.

## التاريخ

### التأسيس المبكر
يمكن لجامعة غرب إنجلترا أن تعود جذورها إلى تأسيس مدرسة Merchant Venturers للملاحة، التي تأسست عام 1595.
في عام 1894، أصبحت المدرسة كلية تقنية. تم تشكيل جامعة برستل بعد سنوات قليلة فقط من ذلك، وتركت الكلية لتأسيس غرب إنجلترا. كانت الكلية مسؤولة جزئيًا عن إنشاء كلية بريستول للعلوم والتكنولوجيا (BCST) في عام 1960، والتي اكتسبت لاحقًا ميثاقًا ملكيًا لتشكيل جامعة باث في عام 1965.
أصبحت الكلية التقنية بدورها بريستول بوليتكنيك في عام 1970 ؛ كان الحرم الجامعي الرئيسي آنذاك في أشلي داون، وهو الآن حرم كلية مدينة بريستول.
تم إنشاء استوديوهات باور أشتون في عام 1969 باسم كلية غرب إنجلترا للفنون والتي كانت سابقًا مدرسة الفنون التابعة لأكاديمية رويال ويست أوف إنجلاند في كوينز رود، بريستول. أصبحت هذه الجامعات، جنبًا إلى جنب مع الجامعات في ريدلاند، وآشلي داون، ويونيتي ستريت، وفرينشاي جزءًا من برستول التقنية حوالي عام 1976.

### حالة الجامعة
حصلت المؤسسة على مكانة جامعية واسمها الحالي نتيجة لقانون التعليم الإضافي والعالي لعام 1992. كلية أفون وجلوسيسترشاير للصحة التي أصبحت الآن حرم جلينسايد وانضمت كلية باث وسويندون للدراسات الصحية في يناير 1996 انضم حرم هارتبوري في عام 1997. الجامعة هي الراعي الأكاديمي الرئيسي لأكاديمية بريستول للتكنولوجيا والهندسة، وهي كلية تقنية جامعية جديدة.

### إعادة العلامة التجارية
في ربيع عام 2016، أطلقت الجامعة حملة لتغيير العلامة التجارية التي تقدم مظهرًا جديدًا للجامعة، مع شعار جديد كجزء من إستراتيجية 2020.

## الحرم الجامعي

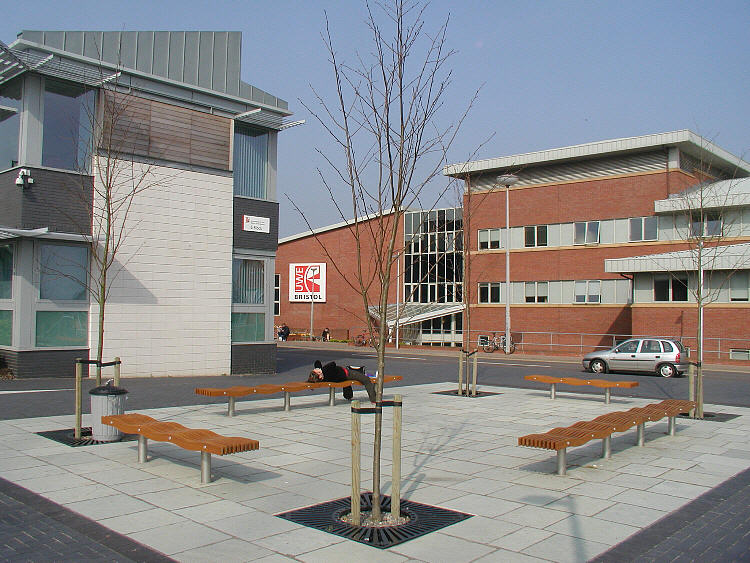
جزء من حرم الجامعة في فرينشاي

### حرم فرينشاي
تم تسمية الحرم الجامعي الأكبر والأساسي في الجامعة على اسم قرية فرينشاي القريبة في أبرشية Winterbourne المدنية. يقع على بعد 4 أميال شمال وسط مدينة بريستول، مع مدينة فيلتون من الغرب وستوك جيفورد إلى الشمال.
في أغسطس 2006، تم افتتاح مركز رياضي جديد في فرينشاي. في سبتمبر 2008، اشترت الجامعة الجزء الأكبر من الأرض المجاورة لشركة هوليت-باكارد، مما أدى إلى توسعة 70 أكر (28 ها) إلى 80 أكر (32 ها) الحرم الجامعي.
في عام 2012، تم إدخال تغييرات كبيرة على حرم فرينشاي الجامعي في الجامعة. أولاً، تم افتتاح معمل بريستول روبوتيكس، وهو أكبر مختبر للروبوتات في أوروبا، وفي وقت لاحق في نفس العام تم افتتاح كلية UWE بريستول الدولية للطلاب.
تزود الكلية الدولية الطلاب الدوليين بالمهارات الأكاديمية والمهارات اللغوية باللغة الإنجليزية اللازمة للتقدم بنجاح في دورة للحصول على درجة علمية في الجامعة.
افتتح اتحاد الطلاب مبناه الجديد في عام 2015 ؛ إنه مبنيين مترابطين يجمعان جميع خدمات اتحاد الطلاب معًا.
في خريف 2016، تم افتتاح Future Space، حاضنة الأعمال لشركات التكنولوجيا الفائقة، بجوار مختبر Bristol Robotics في حرم فرينشاي. إنها واحدة فقط من أربع جامعات في المملكة المتحدة لديها منطقة مؤسسات جامعية توفر مساحة لأكثر من 70 شركة.
تم الانتهاء من مبنى مدرسة بريستول للأعمال الجديد في حرم فرينشاي في عام 2017. يضم مدرسة بريستول للأعمال وكلية الحقوق في بريستول.
من المقرر افتتاح مبنى هندسي جديد على أحدث طراز مع مرافق التدريس والبحث، ويقع بالقرب من كلية بريستول للأعمال الجديدة في قلب حرم فرينشاي الجامعي، للطلاب والموظفين في يونيو 2020.

### حرم المدينة
يتكون حرم المدينة الجامعي من استوديوهات باور أشتون وجزيرة سبايك وأرنولفيني ووترشيد.

#### استوديوهات باور أشتون
استوديوهات باور أشتون هي موطن للمواد الإبداعية والثقافية، وهي جزء من كلية الفنون والصناعات الإبداعية والتعليم. بجوار عقار أشتون كورت، على حافة مدينة بريستول، تم إنشاء كلية غرب إنجلترا للفنون في مباني مشيدة لهذا الغرض في عام 1969، وانتقلت من موقعها السابق كمدرسة فنية تابعة للغرب الملكي. أكاديمية إنجلترا في كليفتون. في عام 1970 أصبحت الكلية جزءًا من Bristol Polytechnic، مقدمة الجامعة.
في شهر يونيو من كل عام، يستضيف الحرم الجامعي عرض درجة يحضره سكان بريستول بالإضافة إلى أصدقاء وعائلات الطلاب المتخرجين.

### حرم جلينسايد

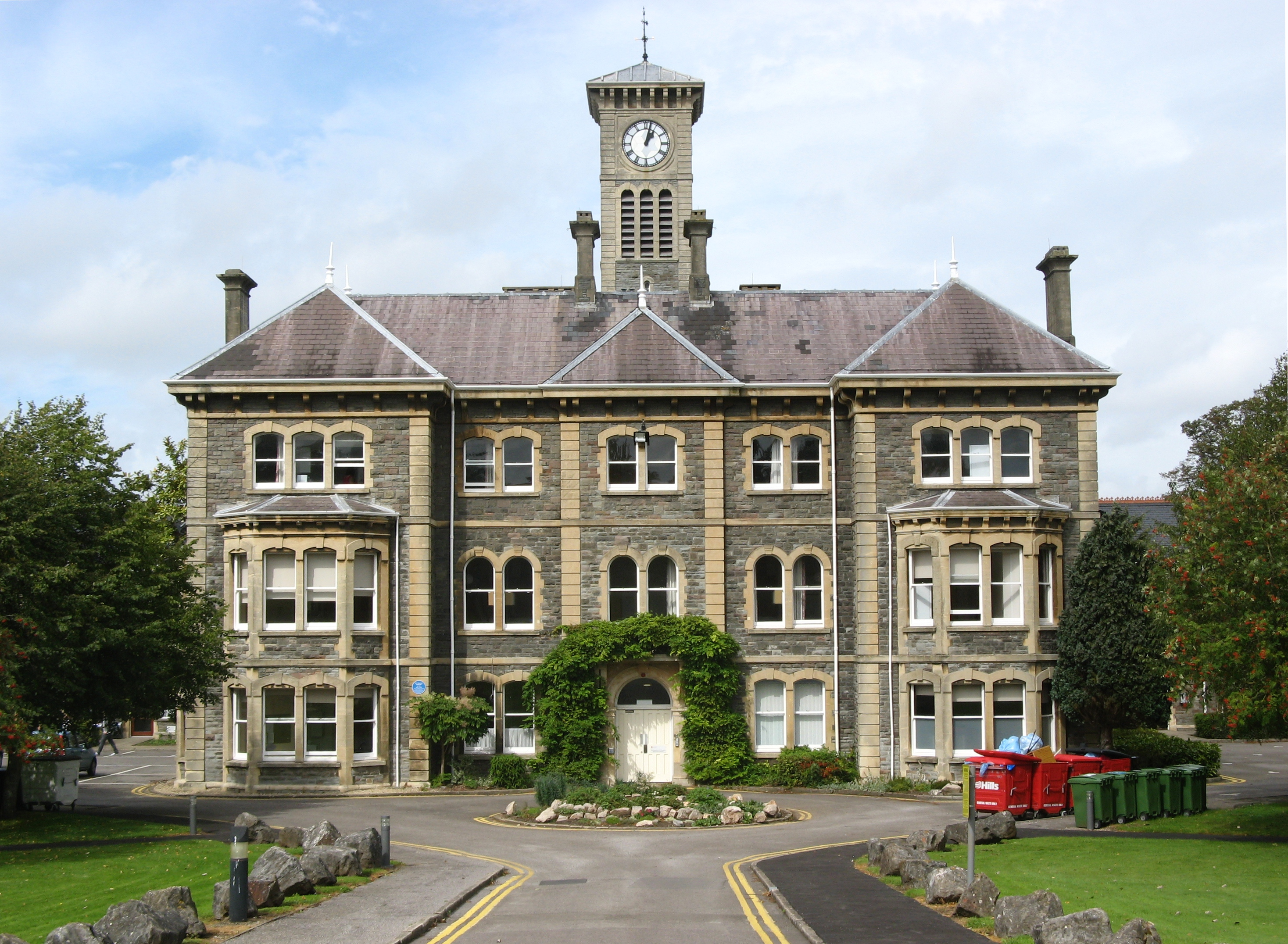
المبنى الرئيسي لمستشفى جلينسايد

حرم جلينسايد الجامعي هو موطن كلية الصحة والعلوم التطبيقية. يقع على بلاك بيري في ضاحية Fishponds. تم إنشاء كلية العلوم الصحية والتطبيقية (كلية الصحة والرعاية الاجتماعية سابقًا) في عام 1996 عندما انضمت كلية أفون وجلوسترشاير للصحة وكلية باث وسويندون للدراسات الصحية إلى كلية الصحة ودراسات المجتمع الموجودة في جامعة ويستفاليا. بريستول.  يقع متحف جلينسايد داخل الحرم الجامعي.
تضم كلية الصحة والعلوم التطبيقية الأقسام التالية:
- قسم المهن الصحية المساعدة
- قسم العلوم التطبيقية
- قسم العلوم الصحية والاجتماعية
- قسم التمريض والقبالة

يقدم دورات بدوام كامل وبدوام جزئي على جميع المستويات في مجالات القبالة والتمريض والعلاج الوظيفي والعلاج الطبيعي والتصوير الشعاعي والعمل الاجتماعي والمهن الأخرى المتعلقة بالصحة.[بحاجة لمصدر]

### حرم جلوستر الجامعي
جلوستر هي مقر لقسم التمريض والقبالة بكلية الصحة والعلوم التطبيقية في جامعة غرب إنجلترا (UWE) في بريستول.

### حرم سانت ماتياس

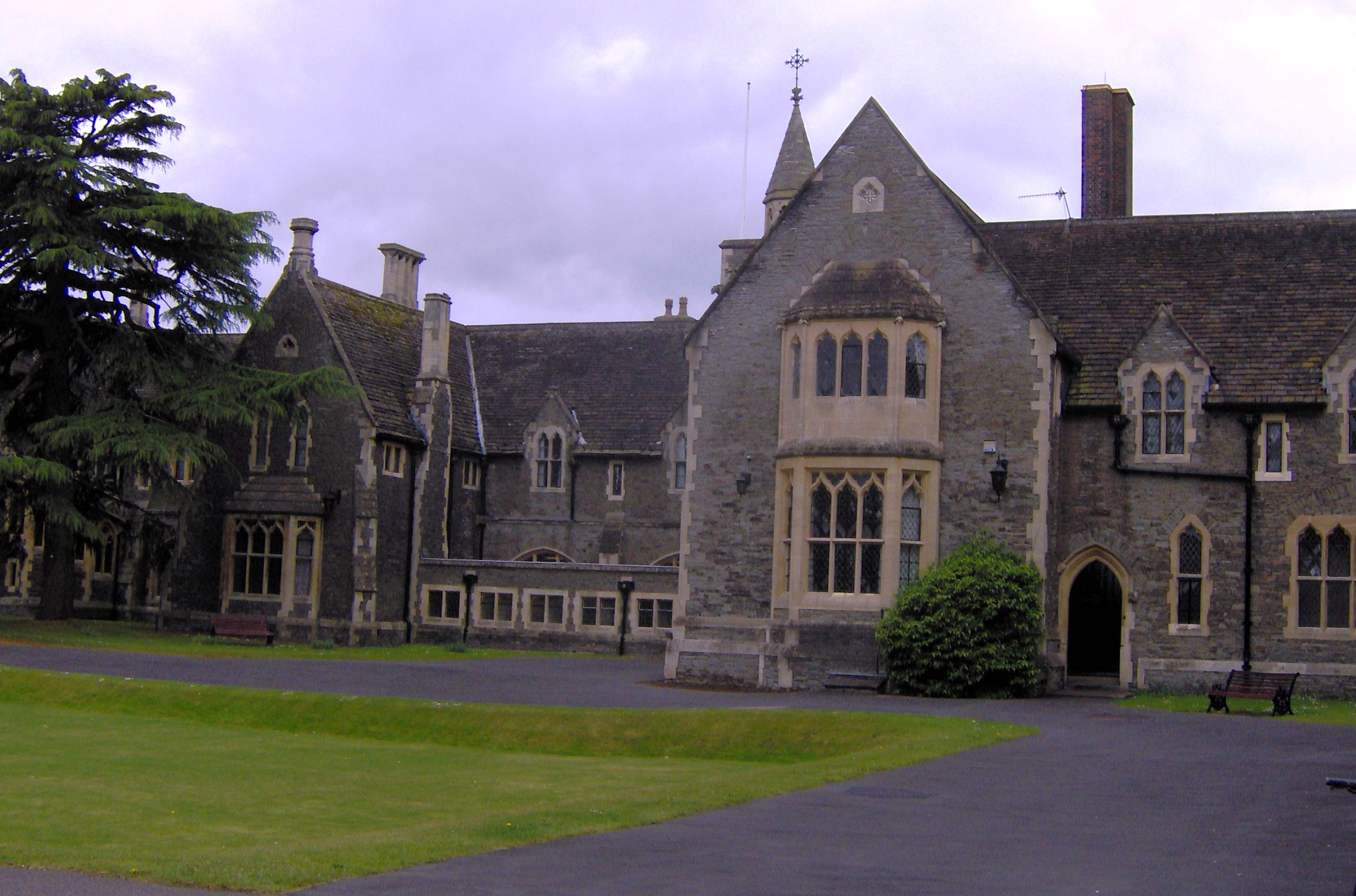
المبنى الرئيسي في سانت ماتياس

يقع حرم سانت ماتياس في ضاحية Fishponds في بريستول. تم بناء الحرم الجامعي في العصر الفيكتوري من قبل كنيسة إنجلترا، ويحتوي على بعض المباني الفيكتورية القوطية، والموجودة حول العشب الغارق. كان حرم سانت ماتياس موطنًا لأقسام مختلفة في كلية الفنون الإبداعية والعلوم الإنسانية والتعليم.[بحاجة لمصدر]
أغلقت جامعة غرب إنجلترا الحرم الجامعي في سبتمبر 2014 (مع توقف العمليات في الموقع في 4 يوليو 2014) كجزء من مشروع إعادة التوطين. انتقلت الأقسام المختلفة بكلية الفنون الإبداعية والعلوم الإنسانية والتعليم من سانت ماتياس وباور أشتون إلى مرافق جديدة في حرم فرينشاي الجامعي. في مارس 2014، أُعلن أنه بموجب إذن التخطيط، سيتم بيع الموقع وإعادة تطويره من قبل شركة تطورات بارات للإسكان وستصبح المباني المدرجة مدرسة Steiner.

## التنظيم والإدارة

### البناء

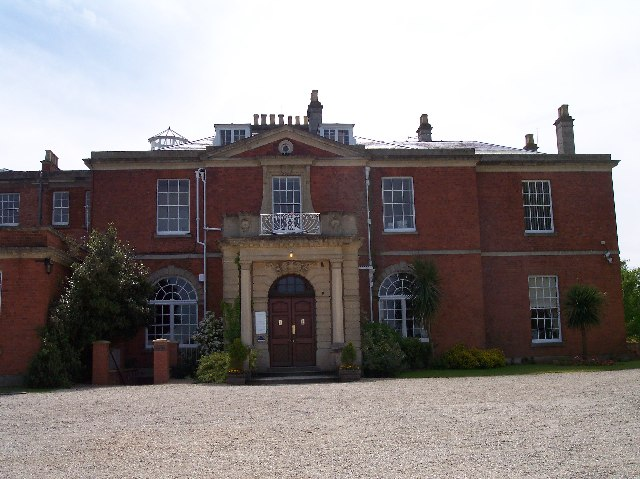
كلية هارتبوري

تنقسم الجامعة إلى أربع كليات تنقسم بعد ذلك إلى أقسام:
- كلية الآداب والصناعات الإبداعية والتعليم
  - قسم الفنون والصناعات الثقافية
  - مدرسة الفنون والتصميم
  - قسم التربية والطفولة
  - مدرسة السينما والصحافة
  - مدرسة بريستول للرسوم المتحركة (مدرسة تابعة)
  - مدرسة مسرح بريستول أولد فيك (مدرسة مشارك)
- كلية الأعمال والقانون
  - مدرسة بريستول للأعمال
    - قسم المحاسبة والاقتصاد والمالية
    - قسم الأعمال والإدارة

  - مدرسة بريستول للحقوق
- كلية البيئة والتكنولوجيا
  - قسم العمارة والبيئة المبنية
  - قسم علوم الحاسوب والتقنيات الإبداعية
  - قسم التصميم الهندسي والرياضيات
  - قسم الجغرافيا والإدارة البيئية
- كلية الصحة والعلوم التطبيقية
  - قسم المهن الصحية المساعدة
  - قسم العلوم البيولوجية والطبية الحيوية والتحليلية
  - قسم العلوم الصحية والاجتماعية
  - قسم التمريض والقبالة
- كلية هارتبوري (كلية مشارك)
  - رياضة
  - فرسي
  - الزراعة
  - المحترفين
  - التمريض البيطري

### مدرسة الفنون والتصميم

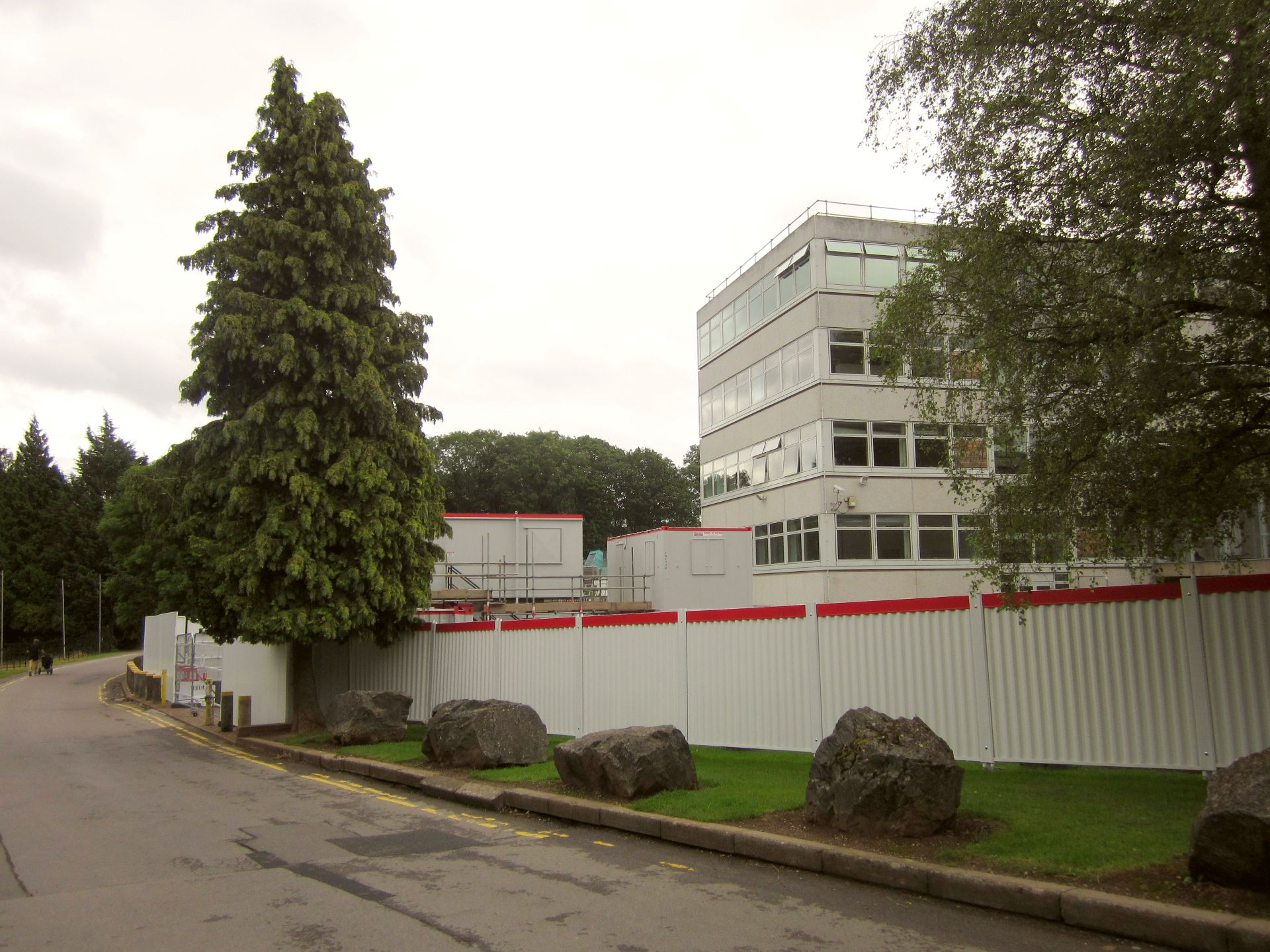
استوديوهات باور أشتون

أصبحت كلية الفنون والتصميم جزءًا من كلية الفنون والصناعات الإبداعية والتعليم (ACE) بعد إعادة تنظيم الجامعة في 2010/11. بالقرب من عقار Ashton Court في Bower Ashton، تم إنشاء West of England College of Art في مباني مشيدة لهذا الغرض في عام 1969، وانتقلت من موقعها السابق كمدرسة فنية تابعة لأكاديمية Royal West of England Academy في كليفتون.
كان من بين مديريها وعمداءها فنان الحرب جاك بريدجر تشالكر، ومصمم الجرافيك بول فان دير ليم، وبول غوف روا، الباحث ومؤرخ الفن، الذي أصبح أول نائب مستشار وعميد تنفيذي لهيئة التدريس السابقة في شكله الموسع لأكثر من 2600 طالب.

### قسم التربية والطفولة
قسم التربية والطفولة (مدرسة التربية سابقًا) هو جزء من كلية العلوم الاجتماعية والإنسانية. تكمن أصولها في كليات تدريب المعلمين في ريدلاند وسانت ماتياس والتي أصبحت جزءًا من بريستول بوليتكنيك السابقة في عام 1969. عميد المدرسة هو رون ريتشي، وهو أيضًا مساعد نائب رئيس الجامعة. تم الانتهاء من بناء منزل جديد لهذا القسم في عام 2000 للقسم في حرم جامعة فرينشاي.
يقدم القسم درجات البكالوريوس في التعليم الأولي للمعلمين في السنوات الأولى من التعليم أو التعليم الابتدائي، بالإضافة إلى دراسات تعليمية + برنامج PGCE (3 + 1). يتم تقديم دورات شهادة الدراسات العليا في التعليم بالإضافة إلى مجموعة من دورات التطوير المهني للمعلمين ومعلمي التعليم الإضافي والعالي والمحاضرين وموظفي الدعم المدرسي.

## الملف الأكاديمي

### جداول الدوري
|                                      | 2019      | 2018      | 2017   | 2016  | 2015  | 2014   | 2013  |
| ------------------------------------ | --------- | --------- | ------ | ----- | ----- | ------ | ----- |
| التطبيقات                            |           | 31765     | 30,425 | 27710 | 28615 | 29.015 | 30390 |
| سعر العرض (٪)                        |           | 73.3      | 69.3   | 61.2  | 63.0  | 63.4   | 62.8  |
| التسجيل                              |           | 6140      | 5855   | 5,340 | 5375  | 5645   | 5845  |
| <b id="mwAV4">يخضع أو يستسلم (٪)</b> |           | 26.4      | 27.8   | 31.5  | 29.8  | 30.7   | 30.6  |
| مقدم الطلب / نسبة المسجلين           |           | 5.17      | 5.20   | 5.19  | 5.32  | 5.14   | 5.20  |
| متوسط تعريفة الدخول                  | غير متوفر | غير متوفر | 125    | 127   | 322   | 323    | 324   |

تم تصنيف UWE Bristol ضمن أفضل 30 جامعة في المملكة المتحدة من خلال The Guardian University Guide 2020. UWE Bristol هي واحدة فقط من أربع جامعات في المملكة المتحدة لديها منطقة مؤسسة جامعية توفر مساحة لأكثر من 70 شركة، وأكبر معمل الروبوتات في المملكة المتحدة.
منح إطار التميز التعليمي لعام 2018، وهو تقييم حكومي لجودة التدريس الجامعي في الجامعات، للجامعة التصنيف الذهبي. في عام 2017، تم تصنيف UWE Bristol كواحدة من أفضل 150 جامعة في العالم تحت 50 في تصنيف التايمز. في عام 2019، احتلت المرتبة 464 بين الجامعات حول العالم من خلال تصنيفات المؤسسات SCImago.
صنفت تقارير أوفستيد دورات الجامعة للتعليم الابتدائي والثانوي والتكميلي (ITT) على أنها جيدة.

### الكلية الوطنية للتدريب القانوني
الكلية الوطنية للتدريب القانوني (NCLT) هي تعاون بين الجامعة وتدريب القانون المركزي، الذي تم إطلاقه في يناير 2010 لتوفير التدريب القانوني بعد التخرج. تقع مراكز دراسة NCLT في جامعة كوفنتري وجامعة مانشستر متروبوليتان وجامعة ساوثهامبتون سولنت وجامعة وستمنستر.

### سلسلة العناوين المميزة في بريستول
مقرها في حرم جامعة غرب إنجلترا في فرينشاي، توفر سلسلة المحاضرات فرصة فريدة لسماع التحديات والقضايا والقرارات التي يتم اتخاذها على أعلى مستوى من القيادة الإستراتيجية. تجلب هذه المحاضرات العامة المجانية كبار قادة الأعمال إلى بريستول. يغطي المؤتمر مجموعة واسعة من الموضوعات بما في ذلك الأعمال والتكنولوجيا والابتكار والعلوم والقضايا المحلية والعالمية.

## الحياة الطلابية

### اتحاد الطلبة
يقع اتحاد الطلاب، تم تأسيسه في عام 1971. يديرها فريق من خمسة ضباط متفرغين، يتم انتخابهم سنويًا من الطلاب. تم الانتهاء من مبنى اتحاد الطلاب الجديد في صيف 2015 ويدير بارًا ومقهى ومتجرين في حرم فرينشاي. يتوفر أيضًا بار ومتجر لاتحاد الطلاب في حرم جلينسايد واستوديوهات باور أشتون. محطة راديو الطلاب، Hub Radio تعمل من استوديو في الحرم الجامعي.

### سكن الطلاب
في سبتمبر 2006، افتتحت قرية طلاب فرينشاي توفير أماكن إقامة داخل الحرم الجامعي لـ1932 طالبًا، إضافة إلى 252 وحدة تم توفيرها بالفعل في Carroll Court. يتم توفير الإقامة في الحرم الجامعي أيضًا في جلينسايد. بالشراكة مع UNITE Student Housing، يتم توفير 1500 مكان إضافي في مركز مدينة بريستول، كما أن خدمات UWE Bristol Accommodation توفر أيضًا للطلاب إيجارات خاصة تم فحصها. جميع أماكن الإقامة في UWE ذاتية الخدمة.
في سبتمبر 2014، تم افتتاح حديقة وولسكورت في حرم فرينشاي الجامعي.
قاعات السكن الرئيسية هي:
القرية الطلابية - حرم فرنسا
- محكمة بريكون
- محكمة كوتسوولد
- محكمة منديب
- محكمة كوانتوك

حرم Frenchay
- محكمة كارول
- حديقة وولسكورت

حرم جلينسايد
- هوليز (مقابل حرم جلينسايد الجامعي)

مركز مدينة بريستول
- نيلسون ودريك هاوس (مملوك لمجموعة Unite Group)
- محكمة بلينهايم (مملوكة لمجموعة Unite Group)
- فينيكس كورت (مملوكة لمجموعة يونيت)
- منزل ترانسوم (مملوك من قبل الطلاب المضيفين)

### رياضة
نادي القوارب التابع لجامعة غرب إنجلترا هو نادي التجديف التابع للجامعة.

## خريجون متميزون
- سيلاس أديكونلي[43]
- أنجيليكا بيل - بي بي سي السياسة والتلفزيون ومقدم الراديو
- هيلين بلابي - مراسل إذاعة بي بي سي، كاتب عمود في صحيفة[44]
- سامانثا كاميرون - مدير أعمال، زوجة ديفيد كاميرون[45]
- إيان كوجنيتو - ممثل هزلي
- بول كولدويل - فنان[46]
- ديفيد فيشر - فنان[47]
- بير جريلز - مغامر إنجليزي ومقدم برامج تلفزيونية [48]
- لاري جودفري - رامي السهام الأولمبي
- بيتر جيه هول (1926-2010)، مصمم أزياء لأوبرا دالاس.[49]
- ميراندا هارت - كوميدي
- راسل هوارد - كوميدي [50]
- مايلز جاكمان - محامي[51]
- سي واي ليونغ - الرئيس التنفيذي السابق لهونغ كونغ، الذي التقى بزوجته، ريجينا تونغ تشينغ يي، في تجمع للخريجين.[52]
- لي تشي ليونج - نائب وزير الداخلية الماليزي
- سيدة دافينا لويس - عضو في العائلة المالكة البريطانية[53]
- ريتشارد لونج - نحات[54]
- كيت مالون - ستوديوبوتر[55]
- جيمي أوليفر - عازف لوحة مفاتيح لفرقة الروك الويلزية Lostprophets[56]
- داون بريمارولو - عضو حزب العمل بالبرلمان
- بيت ريد - التجديف الأولمبي[57]
- سيي رودس - مذيع تلفزيوني وصحفي استقصائي
- جاك راسيل - لاعب كريكيت[58]
- كريستوفر سادلر - مخرج الرسوم المتحركة الذي يعمل مع Aardman Animations
- سيمون شو - اتحاد الرجبي إنجلترا الدولي
- هوغو ساوثويل - اتحاد الرجبي اسكتلندا الدولي[59]
- ماركو ستانوجيفيتش - اتحاد الرجبي ايطاليا الدولي
- شيرلي تيد - فنان[60]
- تيو ني تشينغ - عضو البرلمان عن حزب العمل الديمقراطي الماليزي[61]
- دومينيك واغورن - مراسل سكاي نيوز الأمريكية[62]
- تيم اتكينز - لاعب هوكي اسكتلندا.

## أساتذة بارزون
- أليسون أسيتر، أستاذة النظرية النسوية
- فيكتوريا كلارك
- ريتشارد كواتس
- أوين هولاند
- ستيفن جيه هانت
- جولي كينت
- هوارد نيوباي
- ستيفن ويست

## وصلات خارجية
- موقع جامعة غرب إنجلترا
- موقع اتحاد الطلاب
- مستودع أبحاث الجامعة